# Hespérie tyrrhénienne
Spialia therapne
Espèce
L’Hespérie tyrrhénienne (Spialia therapne), aussi appelée Tacheté tyrrhénien ou Roussâtre corse,  est une espèce de lépidoptères de la famille des Hesperiidae et de la sous-famille des Pyrginae.
Cette espèce est endémique de Corse et de Sardaigne.

## Noms vernaculaires
- En français : l'Hespérie tyrrhénienne, le Tacheté tyrrhénien ou la Roussâtre corse[1].
- En anglais : Corsican Red Underwing Skipper[2].

## Description
L'imago de l'Hespérie tyrrhénienne est un petit papillon d'une envergure de 19 à 21 mm. 
Le dessus des ailes marron roux à frange blanche entrecoupée de sombre, orné de petites taches blanches. 
Le revers des ailes est rougeâtre taché de blanc.

## Distribution
L'Hespérie tyrrhénienne est endémique de Corse et de Sardaigne, où elle remplace l'espèce voisine Spialia sertorius qui est répandue sur le continent.

## Systématique
L'espèce Spialia therapne a été décrite par l'entomologiste français Jules Pierre Rambur en 1832, sous le nom initila d’Hesperia therapne.
Elle était auparavant considérée comme une sous-espèce de Spialia sertorius.

## Protection
Pas de statut de protection particulier.